# Max Décugis
Maxime Omer "Max" Décugis (París, Francia, 24 de septiembre de 1882 - Biot, Francia, 6 de septiembre de 1978) fue un tenista francés.

## Trayectoria
Décugis ganó su primera medalla olímpica en los Juegos Olímpicos de 1900 en París. Fue una medalla de plata por conseguir el segundo puesto en dobles masculinos junto a Basil Spalding de Gamendia. 
Ganó los Campeonatos Franceses, hoy conocidos como Roland Garros, entre 1903 y 1914 en 8 ocasiones en la categoría individual, siendo sólo superado por el español Rafael Nadal, y entre 1906 y  1920 junto con Maurice Germot 10 veces seguidas en dobles. Además, venció en dobles mixtos en 7 ocasiones, si bien, por aquel entonces (hasta 1925) sólo podían jugar tenistas franceses. En 1911 ganó el dobles masculinos de Wimbledon junto a André Gobert.
En los Juegos Olímpicos de 1906 en Atenas ganó el oro en individual masculino y, junto a Maurice Germot también el oro en dobles. Con la victoria junto a su esposa, Marie en mixtos ganó las 3 medallas de oro de tenis en las olimpiadas. En los Juegos Olímpicos de 1920 volvió a conseguir dos medallas, esta vez de bronce en dobles masculinos y en oro en dobles mixtos.

## Enlaces externos

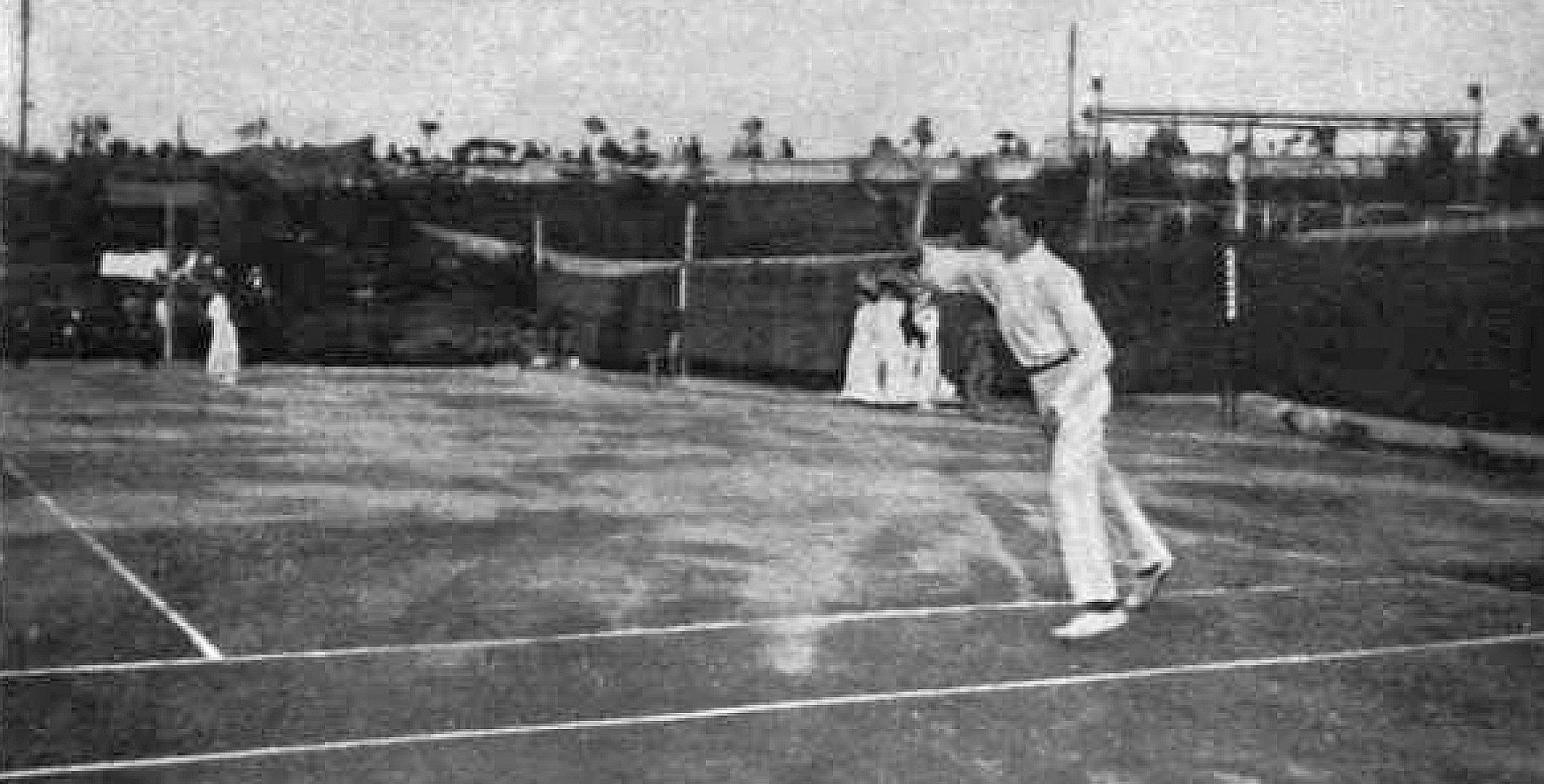
Decugis jugando en la cancha de Margitsziget, Budapest, Hungría, en 1908.